# (5790) Nagasaki
(5790) Nagasaki (9540 P-L) – planetoida z pasa głównego asteroid okrążająca Słońce w ciągu 4,12 lat w średniej odległości 2,57 j.a. Odkryta 17 października 1960 roku.